# Ectoedemia virgulae
Ectoedemia virgulae là một loài bướm đêm thuộc họ Nepticulidae. Nó được miêu tả bởi Braun năm 1927. Nó được tìm thấy ở Hoa Kỳ, bao gồm Ohio, Maryland và Florida.
Ấu trùng ăn Corylus americana.